# Campionat d'Europa de Futbol sub-21 de la UEFA 2002
El Campionat d'Europa de Futbol sub-21 2002 dura dos anys (2000-2002).

La selecció de la  República Txeca va guanyar per primera vegada.

## Classificació
Vegeu Campionat d'Europa de Futbol sub-21 de la UEFA 2002 (Classificació)

## Seleccions
Vegeu Campionat d'Europa de Futbol sub-21 de la UEFA 2002 (Seleccions) per a la llista completa de seleccions.

## Fase final
Disputada a Suïssa del 16 de maig al 28 de maig de 2002.

### Grup A
| Grup A | Grup A     | J | G | E | P | GF | GC | Pts |
| ------ | ---------- | - | - | - | - | -- | -- | --- |
| 1      | Itàlia     | 3 | 1 | 2 | 0 | 3  | 2  | 5   |
| 2      | Suïssa     | 3 | 1 | 1 | 1 | 3  | 2  | 4   |
| 3      | Portugal   | 3 | 1 | 1 | 1 | 4  | 4  | 4   |
| 4      | Anglaterra | 3 | 1 | 0 | 2 | 4  | 6  | 3   |

| 17 de maig | Itàlia 1-1 Portugal     | Basilea |
| 17 de maig | Anglaterra 2-1 Suïssa   | Zúric   |
| 20 de maig | Itàlia 2-1 Anglaterra   | Basilea |
| 20 de maig | Portugal 0-2 Suïssa     | Zúric   |
| 22 de maig | Suïssa 0-0 Itàlia       | Basilea |
| 22 de maig | Portugal 3-1 Anglaterra | Zúric   |

### Grup B
| Grup B | Grup B          | J | G | E | P | GF | GC | Pts |
| ------ | --------------- | - | - | - | - | -- | -- | --- |
| 1      | França          | 3 | 3 | 0 | 0 | 7  | 1  | 9   |
| 2      | República Txeca | 3 | 1 | 1 | 1 | 2  | 3  | 4   |
| 3      | Bèlgica         | 3 | 1 | 0 | 2 | 2  | 4  | 3   |
| 4      | Grècia          | 3 | 0 | 1 | 2 | 3  | 6  | 1   |

| 16 de maig | Grècia 1-2 Bèlgica          | Lausana |
| 16 de maig | França 2-0 República Txeca  | Ginebra |
| 19 de maig | Grècia 1-3 França           | Lausana |
| 19 de maig | Bèlgica 0-1 República Txeca | Ginebra |
| 21 de maig | República Txeca 1-1 Grècia  | Lausana |
| 21 de maig | Bèlgica 0-2 França          | Ginebra |

## Eliminatòries
| Dissabte 25 de maig - França 2 - Suïssa 0 Basilea - Itàlia 2 - República Txeca 3 Zúric | Dimarts 28 de maig - França 0 - República Txeca 0 República Txeca win 3-1 per penals · Basilea · República Txeca campió · França subcampió |

## Resultat
| Guanyadors del Campionat d'Europa de Futbol sub-21 de la UEFA 2002 · República Txeca · 1r Títol |

## Golejadors
| Nom               | País            | Partits | Gols |
| ----------------- | --------------- | ------- | ---- |
| Massimo Maccarone | Itàlia          |         | 3    |
| Michal Pospisil   | República Txeca |         | 2    |
| Pierre-Alain Frau | França          |         | 2    |
| Olivier Sorlin    | França          |         | 2    |
| Alexander Frei    | Suïssa          |         | 2    |